# Paul Magriel (1906-1990)
Pour les articles homonymes, voir Paul Magriel.
Paul David Magriel (12 mars 1906 - 12 septembre 1990) est un critique et historien de la danse, collectionneur et éditeur américain. Il est le père du joueur de backgammon Paul Magriel (en).

## Œuvres
- A bibliography of dancing. A list of books and articles on the dance and related subjects, New York, Wilson, 1936. Supplément 1936-1940, New York, Wilson, 1941. Réédité en 1966.
- Ballet, an illustrated outline, New York, Kamin, 1938.
- Nijinsky. An illustrated monograph, edited by Paul Magriel, New York, Holt, 1946.
- Isadora Duncan, edited by Paul Magriel, New York, Holt, 1947.
- Pavlova. An illustrated monograph, edited by Paul Magriel, New York, Holt, 1947.
- Chronicles of the American dance. Edited by Paul Magriel, New York, Holt, 1948.
- Chronicles of the American dance. From the Shakers to Martha Graham. Ed. by Paul Magriel, New York, Da Capo, 1978.